# 彼得里·利马泰宁
彼得里·利马泰宁（芬蘭語：Petri Liimatainen，1969年7月20日—），瑞典男子冰球运动员，场上位置是前锋。他曾代表瑞典国家队参加1992年冬季奥林匹克运动会冰球比赛，获得第5名。